# Erlach (distrikt)
Erlach var fram till 31 december 2009 ett amtsbezirk i kantonen Bern, Schweiz.

## Kommuner
Erlach var indelat i tolv kommuner:
- Brüttelen
- Erlach
- Finsterhennen
- Gals
- Gampelen
- Ins-Anet
- Lüscherz
- Müntschemier
- Siselen
- Treiten
- Tschugg
- Vinelz